# بازی نقش‌آفرینی اکشن
بازی نقش‌آفرینی اکشن (به انگلیسی: Action role-playing game) سبکی از بازی‌های ویدئویی است که به عنوان یکی از زیر شاخه‌های سبک نقش‌آفرینی به‌شمار می‌رود، و دارای ترکیبی از سبک‌های اکشن یا اکشن-ماجراجویی است. در این سبک از بازی‌ها که بر مبارزهٔ بی‌درنگ تأکید دارند، بازیکن کنترل مستقیمی بر شخصیت‌ها دارد و نقش یک ناجی را اجرا می‌کند و اغلب داستان در قرون وسطی و جهانی همراه با تمام مشکلات روزمره اتفاق می‌افتد. این بازی‌ها اغلب از سیستم مبارزات بازی‌های اکشن، مشابه با سبک‌های هک اند اسلش یا تیراندازی استفاده می‌کنند. درصد بالایی از بازیکنان این سبک را افراد بالای ۱۲ سال تشکیل می‌دهند اما معیارهای دیگری همچون تحقق گرافیکی، داستان خاص و صحنه‌های اکشن و خشونت‌آمیز در رتبه‌بندی این سبک از بازی‌ها در نظر گرفته می‌شود.